# Малиновська сільська рада (Алейський район)
Мали́новська сільська рада (рос. Малиновский сельский совет) — сільське поселення у складі Алейського району Алтайського краю Росії.
Адміністративний центр та єдиний населений пункт — село Малиновка.

## Населення
Населення — 219 осіб (2019; 386 в 2010, 612 у 2002).